# 真理之口 (歌曲)
〈真理之口〉是日本词曲作家柊Kirai的歌曲，来自其首张录音室专辑《Hateful》。此曲作为单曲于2020年4月27日个人发行，主要人声是使用Vocaloid歌声库V Flower合成，音乐视频于2020年4月26日公开。
此曲在Billboard Japan综合歌曲排行榜Japan Hot 100最高位列第81。

## 背景
2020年4月24日，柊Kirai通过推特公布明日19点新曲的预告，说明插图和视频是由日本插画师Wooma提供。

## 创作
此曲时长3分19秒，每分钟170拍，人声音域在mid1G♯（G♯3）至hiG♯（G♯5）之间。此曲带有电子色彩的流行/摇滚乐，前奏使用Wobble bass和Orchestra hit突出，A旋律使用陷阱式腳踏鈸声突出，第一段寂段使用类似電子舞曲的Buildup-Drop结构，第二段寂段有着泽西俱乐部式节奏，杂糅了以俱乐部音乐为中心的各种流派元素。此曲的歌词表达了自恋的主人公为了不显得幼稚而压抑着怨恨他人的情绪从而失去了自我。

## 音乐视频
此曲的音乐视频于2020年4月26日公开，是附带歌词字幕的动画，由日本插画师Wooma包揽插图绘制和视频制作。此视频的整体色调为紫色，整体镜头是一名女子的俯视特写，女子名叫魅朕（みさき），她张着她的尖爪看向镜头，在歌曲第一个高潮的时候她变得面目狰狞，第二个高潮的时候她的眼睛发生变色。

## 排行榜
| 排行榜（2020年）                       | 最高排名 |
| -------------------------------------- | -------- |
| 日本（Japan Hot 100）                  | 81       |
| 日本YouTube UGC话题（Billboard Japan） | 10       |

## 发行历史
| 地区 | 日期          | 格式          | 唱片公司 | 参考  |
| ---- | ------------- | ------------- | -------- | ----- |
| 世界 | 2020年4月27日 | 數位下載 串流 | 自发行   | [ 9 ] |